# 平格尔斯哈根
平格尔斯哈根是德国梅克伦堡-前波美拉尼亚州的一个市镇。总面积2.07平方公里，总人口517人，其中男性263人，女性254人（2011年12月31日），人口密度250人/平方公里。